# Ribble

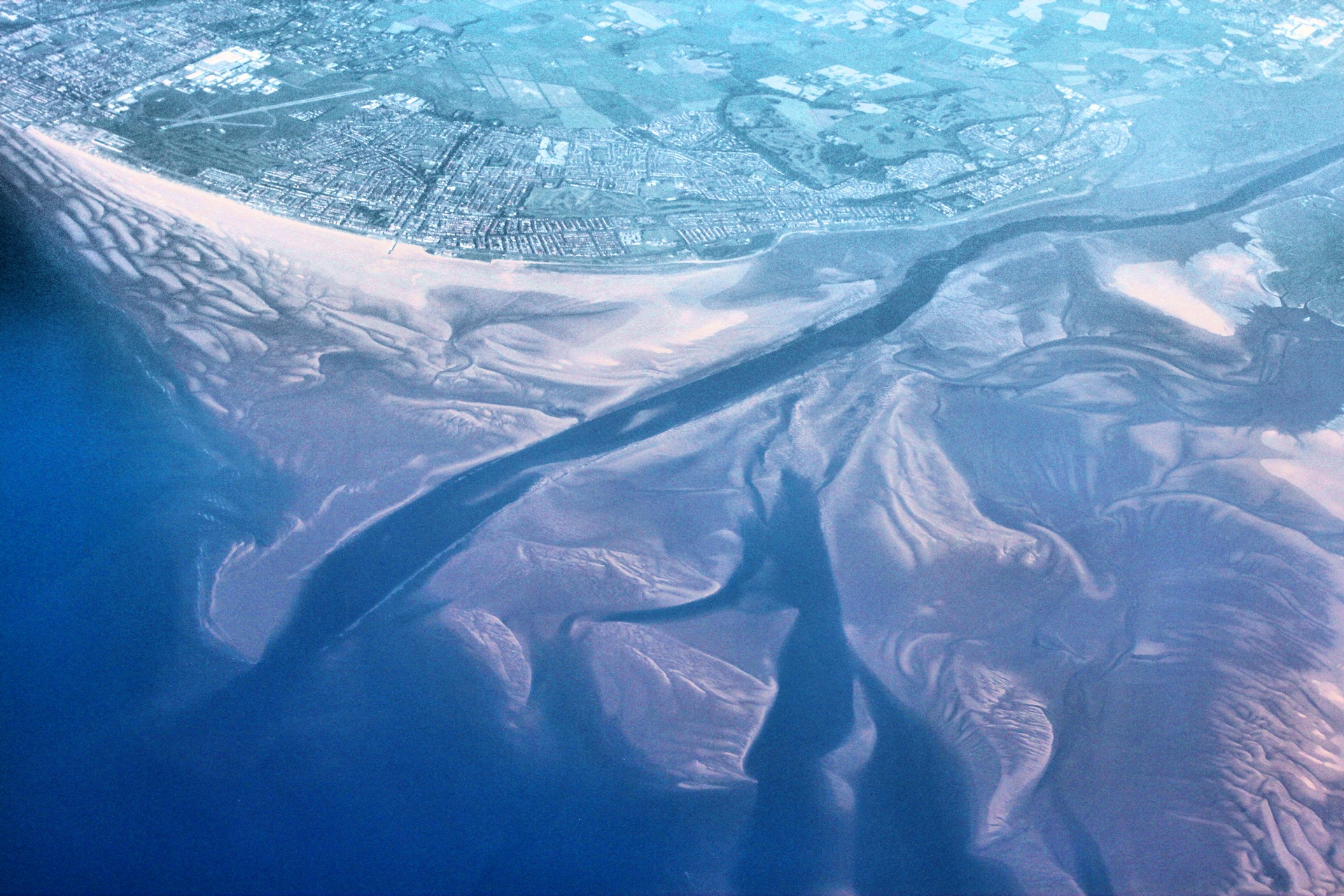
Ujście rzeki Ribble

Ribble – rzeka w Anglii, uchodzi do Morza Irlandzkiego, przepływa przez hrabstwa North Yorkshire i Lancashire. Nad rzeką leży m.in. miasto Preston. Długość 121 km.